# 佐藤和豊
佐藤 和豊（さとう かずと、1975年2月 - ）は、日本の編曲家。

## 概要
作曲家やキーボーディストとしても活動する。（2025年現在、演奏活動一時休止中）
秋田県大曲市（現：大仙市）出身。血液型はB型。
小学4年よりエレクトーン、小学6年よりキーボードを始める。
中学よりシンセサイザーで作曲、編曲を始める。同時期に音楽理論を独学。その後20歳で上京。

## ライブ
- すぎもとまさと（すぎもとバンド：ピアノ&キーボード、編曲）
- 市川由紀乃（リサイタル2023）ピアノ&編曲
- 神威龍牙
- KANA
- 井上あずみ
- baby boo
- ジェジュン
- 桃井はるこ（全国ツアー：札幌、金沢、名古屋、大阪、福岡、海外イベント：アメリカ（サンノゼ）、台湾、ドイツ、イギリス）
- ハイパーヨーヨ
- CLEANERO
- 中村あゆみ
- Yucca
- 三浦和人
- 山口瑠美
- 坂本冬美
- 大塚宝
- 山村響
- 森川智之
- 小桜舞子
- 門倉有希
- チェウニ
- チャン・スー
- 小柳ルミ子
- 香西かおり
- 内田あかり
- 北見恭子
- 内藤やす子
- 湯原昌幸
- 綾乃緒ひびき

## TV主題歌・作曲・編曲
- 『仮面ライダー555 パラダイスリゲインド』主題歌（2024）「Identiφ‘s」（作曲）（歌：ISSA (DA PUMP)）
- テレビ朝日系『仮面ライダー555』主題歌 「Justiφ’s」（作曲）（歌：ISSA (DA PUMP)）
- TBS系『星のカービィ』主題歌 「カービィ!」（作曲）（歌：朝川ひろこ）
- テレビ東京『トランスフォーマー スーパーリンク』 EDテーマ「Calling you」（編曲）（歌：谷本貴義）
- テレビ東京系「美の巨人たち」EDテーマ 「moment」（編曲）（歌：Yucca）
- テレビ朝日系『仮面ライダー剣』イメージソング「Never too late」（作曲）（歌：麻田キョウヤ）

## TV番組編曲
- BS日テレ「やっぱり、歌が好き～にっぽんの名曲 解体新書～」（編曲）

## 編曲
- 津吹みゆ
  - 夜桜の宿
  - 恋人芝居
- 香西かおり
  - とどかぬ想い
  - 思い出あそび
- 走裕介
  - 氷花
  - 海鳴りのあいつ
- Kenjiro
  - 落花生
  - 泣き石榴
- 純烈
  - 汚れなき人よ
  - 恋の迷い子
- 杜このみ
  - 赤い満月
  - 横顔
- 大江裕
  - 十勝秋冬
  - 北の縄のれん
- 花咲ゆき美
  - みれんの花
  - ジュリジュリ
- 辰巳ゆうと
  - 「さよなら愛する人」
  - 「遊び道具じゃないんだ」
  - 「遠雷」
  - 「魂は売るな」
  - 「優しく悲しいKISS」
  - 「君のRougeは渇らさない」
- 真田ナオキ
  - 「大空と大地の中で」（カバー編曲）
  - 「女のかぞえ唄」（カバー編曲）
  - 「大阪」（カバー編曲）
  - 「for get me not」（カバー編曲）
  - 「セクシャルバイオレットNo.1」（カバー編曲）
  - 「身も心も」（カバー編曲）
- ACOON HIBINO
  - 「Ave Maria」
  - 「Bachianas Brasiliera No.5」
  - 「Sally Garden」
  - 「O Holy Night」
- ACOON HIBINO「さだまさしの北の国から528」（Rich Symphony ver：全編曲）　
  - 遙かなる大地より～螢のテーマ
  - 純のテーマ
  - れいのテーマ
  - シュウのテーマ
  - 結のテーマ
  - 都会のテーマ
  - 螢のテーマ
  - ダイヤモンドダスト
  - 五郎のテーマ
  - 遥かなる大地
- 神威龍牙
  - DECIDE（作曲・編曲）
  - Cherub（作曲・編曲）
  - SPARK
  - Oracle
  - REAL
  - Lecherous
  - Trip（作曲・編曲）
  - BLACK DRAGOON（作曲・編曲）
  - usher（作曲・編曲）
  - WISH（作曲・編曲）
  - RACE（作曲・編曲）
  - Embalm（作曲・編曲）
  - FIRE BLOOD（作曲・編曲）
  - CONSECRATE PARADE　I（作曲・編曲）
  - YOU ARE THE HERO（作曲・編曲）
  - BRAVE HERO（作曲・編曲）
  - Trip ～永遠の愛～（作曲・編曲）
  - キミが大好き（作曲・編曲）
  - Lucifer’s  Card～DARK VERSION ～（モンデマン ダーク 主題歌）（作曲・編曲）
  - V S（ヴェイロン ファフニール 主題歌）（作曲・編曲）
  - REMAINS 神威龍牙 × 骸696 （MUSIC VIDEO 限定公開）（作曲・編曲）
  - WIND BLOWS（快鳥童子 シーガルマン 主題歌）（作曲・編曲）
  - CHALLENGE AGAIN（文芸戦士 リテラクリーガー 主題歌）（作曲・編曲）
  - BIOXAOS（Camui Ryuga JEWELRY BRAND 15TH ANNIVERSARY SONG  featuring ⅥⅢⅣ）（作曲・編曲）
  - CHRISTMAS PRESENT（作曲・編曲）
- 市川由紀乃
  - 「朧」(おぼろ)（編曲）
  - 「オリガミ」（編曲）
  - 「夕化粧」（編曲）
  - 「ノクターン」（編曲）
  - 「夢じゃさみしい夜もある」
  - 「花わずらい」『第65回日本レコード大賞』優秀作品賞受賞作品
  - 「花わずらい」ピアノバージョン（ピアノ＆編曲）
  - 「名前」
  - 「都わすれ」
  - 「秘桜（ひざくら）」
  - 「運命と呼ばせて」市川由紀乃 / 川畑泰史（吉本新喜劇）デュエット曲
- すぎもとまさと
  - 「エデンの雨」（編曲：すぎもとバンド、佐藤和豊）
  - 「グロリア」（編曲：すぎもとバンド、佐藤和豊）
  - 「OSAKA」（編曲：すぎもとバンド、佐藤和豊）
  - 「孤守酒」（編曲：すぎもとバンド、佐藤和豊）
  - 「カトレア」（編曲：すぎもとバンド、佐藤和豊）
  - 「横濱のもへじ」（編曲：すぎもとバンド、佐藤和豊）
  - 「夕暮れ文庫」（編曲：すぎもとバンド、佐藤和豊）
  - 「かけがえのない人」（編曲：すぎもとバンド、佐藤和豊）
  - 「薄荷抄」
  - 「街の灯り」
  - 「昭和最後の秋のこと」
  - 「Yours～時のいたずら～」
  - 「Thanks〜さらば、よき友〜」（編曲）
  - 「くぬぎ」
  - 「黄昏シネマ」（ストリングスアレンジ）
  - 「冬隣」（ストリングスアレンジ）
  - 「曙橋 ～路地裏の少年～」（ストリングスアレンジ）
  - 「つつがなく ニューバージョン」（ストリングスアレンジ）
  - すぎもとまさと&チェウニ「泣きながら夢を見て」
- KANA
  - 「それ、野暮だわ」
  - 「いつもありがとう」
  - 「ラストシーン」※作詞：秋元康
  - 「ハートブレイクダンディー」
  - 「誰より愛しいひと」
  - 「OSAKA～夕暮れて～」
  - 「午前0時のリフレイン」
  - 「黒ユリの女」
  - 「再会の街」
  - 「そんじょそこらの女」
  - 「ドライな貴方を飲みほして」
  - 「潮風の街」
  - 「愛は流れ星」
  - 「愛なんて、シャバダバだ。」
  - 「あばよ！Good-bye」
  - 「ラビリンス～薔薇の蜃気楼～」
  - 「カンパイ!ネオン★ランデブー」
  - 「微笑みを想い出すまで」
  - 「ANEGO〜姉御〜」
  - 「永遠の月」
  - 「泣かせてヨコハマ」
  - 「リバーサイドカフェ」
  - 「忍ばず・ものがたり」
- 五木ひろし
  - 「ひろしま雨情」
  - 「だけどYOKOHAMA(ニューバージョン)」
  - 「時は流れて…」
  - 「愛しき娘よ」
  - 「日本に生まれてよかった」
  - 「このままずっと」
  - 「北物語」
- Yucca
  - 「花 〜 Higher Higher 〜」
  - 「Moment～会いたい～」
  - 「Nessun Dorma～誰も寝てはならぬ」
  - 「めぐり会い」
  - 「Hocus Pocus」
  - 「Child's Anthem」
  - 「パリの散歩道」
- 篠美冬
  - 「哀愁のラストルンバ」
  - 「Twilight Story」
- 梅谷心愛
  - 「蛍橋」
- みずき舞
  - 「わかれざけ」
  - 「酒連々」
- 大石まどか
  - 「待ちわびて」
  - 「身代わり心中」
- 林よしこ
  - 「ただめぐりあうために」
  - 「靴音」
- 西山ひとみ
  - 「戯れごと」
  - 「ゴールド・レイン」
- 坂本冬美
  - 「ほろ酔い満月」
  - 「淋しがり」
- 藤井香愛
  - 「最後のわがまま」
- 石原詢子
  - 「母春秋」
- 工藤夕貴
  - 「父さん見てますか」
- 安藤栄子
  - 「藤のひと枝」
  - 「今夜はラテンナンバー」
- ORβIT（ツアー用VTR音楽）
- 最上谷智和子
  - 「セ・ラヴィ」
  - 「Stay my love」
- 水森かおり
  - 「化粧坂（けわいざか）」
  - 「湖上駅」
  - 「長崎ランタン」
  - 「犬吠埼」
  - 「房総半島 吹く風まかせ」
  - 「ハートブレイク・ヨコハマ」
- 川野夏美
  - 「裏窓の猫」
  - 「灯ともし頃のセレナーデ」
  - 「ふるさと行き」
- 菊池澄子
  - 「黄昏の砂時計」
- 丘みどり
  - 「夜香蘭」
  - 「鴎宿」
  - 「走馬燈」
- ガーネット恵
  - 「魅せられて」
- 田中あいみ
  - 「TATSUYA」（コーラスアレンジ）
  - 「愛の懺悔じゃないけれど」
  - 「あんたのバラード」
- 石川さゆり
  - 「浪速のごんた」
- 山口瑠美
  - 「真昼の月」
  - 「旅路、その先へ」
- 安倍理津子
  - 「想い出は翼」
  - 「月は答えてくれない」
- キム・ランヒ
  - 「望郷トラジ」
  - 「何ぼのもんや」
- ひなたみな
  - 「十年愛」
  - 「薄化粧」
  - 「この雨が涙なら」
  - 「雪になる」
  - 「あなたでなければ」
- 川島ケイジ
  - 「今人」
- 青山ひかる
  - 「静かな奇跡」
  - 「ディープ・パープル」
- 西郷ひろし
  - 「海の月」
  - 「陽気にやろうよ」
- 恭子
  - 「黄昏のメモリーズ」（編曲）
  - 「FAKE」（編曲）
  - 「歌に感謝〜父母へ〜」（編曲）
- 秋元順子
  - 「なぎさ橋から」
- ファンファン 
  - 「我爱你」
  - 「夜来香」
- Rumi with 田辺ひでゆき
  - 「NOREAD LOVE」（作曲:編曲）
- 朝霧文
  - 「ぬけがら時計」
  - 「あなたの心に」
- 五十川ゆき
  - 「FARAWAY～この空のどこかで～」
- 井原Sango
  - 「古い写真」（編曲）
  - 「サランヘヨ」（編曲）
- ジェジュン Love CoversⅠ
  - 「未来予想図Ⅱ」（シンセプログラミング）
  - 「メロディー」（シンセプログラミング）
  - 「Forget-me-not」（シンセプログラミング）
- 陽
  - 「幾千年の時を越えて ～久遠の恋歌～」（編曲）
  - 「愛が間に合うなら」（編曲）
- 平田京子
  - 「紅の橋」（編曲）
  - 「天草恋唄」（編曲）
- 半田健人&村上幸平
  - 「Justiφ's」オーケストラVer（作曲・編曲）
- 村上幸平
  - 「existence～KAIXA-nized dice」New Arrange Ver（作曲・編曲）
  - 「Red Rock」New Arrange Ver（作曲・編曲）
  - 「チョッキン・ロッキン・ザリキング」（作曲・編曲）
  - 「ザリガニのうた」（作曲・編曲）
- スマホゲーム「青空アンダーガールズ!」（SQUARE ENIX社）
  - 「トキメキサマー」（作編曲）
  - 「明日の行方」（作編曲）
  - 「未来はすぐそこで待っている」（作編曲）
- 小林旭
  - 「風の旅人」（編曲）
- プリンスアイスワールド テーマ曲（滋賀公演）
  - 「アリガトウ528」（オーケストラVerアレンジ）
- 三善英史
  - 「渋谷通り雨」（編曲）
- 川島ケイジ
  - 「夜の向う側」（編曲）
  - 「バン・バン・バン」（編曲）
- 内藤やす子
  - 「あなたがいれば」（編曲）
  - 「六本木ララバイ」、「弟よ」、「想い出ぼろぼろ」（リアレンジ）
- 花澤香菜
  - 「覚醒の旅人たち」（ストリングスアレンジ&ピアノ）
- 木下あきら（アローナイツ）
  - 「情熱のダンス」（編曲）
  - 「今日の酒」（編曲）
- あすか美生
  - 「みちゆき」（編曲）
  - 「留萌本線ひとり旅」（編曲）
- 歌佳
  - 「なみだの河」（編曲）
  - ピエロの涙」（編曲）
- WooYes!
  - 「ナオミの夢」（編曲：望月清文、佐藤和豊）
- オール巨人
  - 「天国への手紙」（編曲）
- あさみちゆき
  - 「月猫」（編曲）
  - 「昭和純情歌」（編曲）
  - 「初雪」（編曲）
- Y商事A子
  - 「かじっちゃうぞ」テレビ東京 「ぶっちゃけ譲 26時のシンデレラ〜」　エンディングテーマ（編曲）
  - 「恋しちゃったの」（編曲）
- ルービーブラザーズ
  - 「ちょい悪 Vintage Boys」（編曲）
  - 「悪友」（編曲）
- 相川美保
  - 「いばらの園」（編曲）
  - 「再会に乾杯」（編曲）
- チェウニ 
  - 「雨の夜想曲（ノクターン）」（編曲）
  - 「せつない唇」（編曲）
- あさみちゆき&網倉一也
  - 「再会・トワイライト」（編曲）
- 小柴大造
  - 「It's Christmas Time」（ストリングスアレンジ）
- 北沢麻衣
  - 「御堂筋線で…」（編曲）
  - 「道頓堀リバーサイドブルース」（編曲）
  - 「Fifty Fifty Love」（編曲）
  - 「真っ赤なワイン」（編曲）
- 半田浩二
  - 「銀座のトンビ」（編曲）
  - 「淡島通り」（編曲）
- 伴源五郎
  - 「理屈じゃないの」（編曲）
  - 「いかないで」（編曲）
- 東京ジョー
  - 「ごめんよ」（編曲）
  - 「ガキの戯言」（編曲）
- コブクロ
  - 「蒼く 優しく」（マニピュレート）
- ナナカナ
  - 「君と星空を」（編曲）
- 遠藤一馬（SIAM SHADE）
  - 「Childhood」（編曲：佐藤和豊・設楽博臣）
  - 「雨に打たれ唄いましょう」（編曲：佐藤和豊・設楽博臣）
  - 「Go for it」（編曲：佐藤和豊・設楽博臣）
- 松本ひでき
  - 「夢列車」秋田内陸縦貫鉄道イメージソング （編曲）
  - 「風の見えるまち、水が光るまち」六郷町イメージソング （編曲）
- 仮面ライダー555 キャラクターソング
  - 「太陽の影 月の夜」 歌：園田真理（芳賀優里亜）&長田結花（加藤美佳）（作曲・編曲）
  - 「existence～KAIXA～nized dice」／谷本貴義（作曲・編曲）
  - 「Red rock」／草加雅人（作曲）
  - 「cross a river」／木場勇治（泉政行）（作曲）
  - 「Hong　on」 菊池啓太郎 （作曲）
- プレイステーション2 「ルームメイト麻美」
  - OP（作曲、編曲）
  - エンディングテーマ「秘密」（作曲、編曲）
- テニスの王子様
  - （木内 秀信/置鮎 龍太郎/津田 健次郎）「さよなら...眼鏡's」（編曲）
  - （神尾アキラ）「ACE of ACES」（作曲・編曲）
  - （鳳 長太郎（浪川大輔））「雨は囁きのカノン」（作曲・編曲）
- PCゲーム「メイドインドリーム」主題歌：「Treasure in your Dream」（作曲・編曲）
- PC エンディングテーマ「ETERNAL」（作曲・編曲）
- PCゲーム「こころナビ」サウンドトラック+α 『こころナビ Complete Tracks』 #31.こころつなげて（NEWアレンジVer.）（編曲）
- TVアニメ「らいむいろ戦奇譚」主題歌「凛花」（作曲・編曲）
- キャラクターソング You’re My Hero （作曲・編曲）
- メモリアルソング 歌：飯塚雅弓（奥井雅美）（作曲・編曲）

## レコーディング
- 日本テレビ系列テレビドラマ「ブルドクター」（2011）サウンドトラック[Album] （ピアノ）
- 泉陸奥彦「Heaven Inside」（2006）KONAMI　[Album]
  - マーティ・フリードマン（ギター）、白船睦洋（ベース）、吉田太郎（ドラムス）、佐藤和豊（キーボード）
- 中村あゆみ 「勝利の女神が舞いおりた!!」、「Dreamer」（ピアノ）

## TVCM
- 東京メトロ TVCM メトロピア篇（作曲・編曲）
- ミニストップ TVCM ソフトクリーム篇（編曲）
- 秋田ローカルTVCM 「JCユナイト」（作曲・編曲）
- JOYSOUND TVCM「橋本マナミがお店のママに⁈篇」（編曲）（歌：KANA）

## TV番組
- ジェジュン・The Covers（NHK） （マニピュレーター）
- すぎもとまさと「吾亦紅」（演奏）
  - NHK歌謡コンサート（NHK）
  - 第58回NHK紅白歌合戦（NHK）
  - 日本有線大賞（TBS）
  - 中居正広の金曜日のスマイルたちへ（TBS）
  - たけしの誰でもピカソ（テレビ東京）
  - ちちんぷいぷい（MBS）
- 土曜プレミアム・芸能界特技王決定戦 TEPPEN（フジテレビ）（編曲）
- 近藤真彦 / BANKA 〜男たちの挽歌〜（TBS）（演奏）
- CHARA / TROPHY・ミュージックフェア（フジテレビ）（演奏）